# Рапонтикум одноцветковый
Рапонтикум одноцветковый, или Большеголовник одноцветковый, или Левзея одноцветковая (лат. Rhaponticum uniflorum (L.) DC.; Leuzea uniflora (L.) Holub; Stemmacantha uniflora (L.) Dittrich; Serratula uniflora (L.) Poir.) — вид многолетних растений семейства Астровые (Compositae).

## Ботаническое описание
Корневище удлиненное, вертикальное, мощное, 1—3 см толщиной с рыхлой бугристо-волокнистой поверхностью и немногочисленными тонкими корнями.
Стебли с густым серо-войлочным опущением, до 70 см высотой.
Листья удлиненные, с обеих сторон шершавые, со слабым прижатым паутинистым опушением; перисто-раздельные или перисто-рассечённые на 8—12 пар овально-ланцетных острозубчатых долек. Нижние листья черешковые 15—30 см длиной, верхние — сидячие, 4—10 см длиной.
Корзинки до 4 см шириной. Венчик слегка ворончатый, до 3 см длиной, от бледно-розового до темно-бордового цвета.
Семянка 4—6 мм длиной, 2—3 мм шириной, четырёхгранная, продольно-ребристая, к основанию суженная.
Хромосомное число 2n = 26 (Восточный Саян, Тункинский хребет).

## Распространение
Произрастает в степях, сухих лугах и лесах, степных лугах и кустарниках, каменистых склонах Восточной Сибири: в Иркутской области, Республике Бурятия, Забайкальском крае, Дальнем Востоке, Северной Монголии, Китае и Корейском полуострове.

## Химический состав
В траве и подземных органах рапонтикума одноцветкового обнаружено более 200 соединений различной химической природы, включая сесквитерпены, дитерпены, тритерпены (включая экдистероиды), тиофены, гидроксициннаматы, флавоноиды, лигнаны, аминокислоты, нуклеозиды, витамины, эфирное масло, алканы, жирные кислоты, моносахариды, олигосахариды и полисахариды.

## Применение в традиционной медицине
В традиционной китайской медицине корни рапонтикума одноцветкового (под названием qizhou loulu) использовались как противовоспалительное, антипиретическое и противоопухолевое средство, а цветки (louluhua)— при различных болях и как очищающее лекарство. Бурятские ламы применяли корни и цветки растения при воспаления желудка, гастроэнтеритах, пневмониях, бронхитах и туберкулезе. В тибетской медицине рапонтикум одноцветковый рекомендовали для очищения ран, и лечения язв, при несварении, заболеваниях желудка и легких, а также для при кожных заболеваниях и ревматоидном артрите.

## Биологическая активность
Согласно данным фармакологических исследований экстракты рапонтикума одноцветкового и отдельные соединения обладают различной биологической активностью, в том числе противовоспалительной, противоопухолевой, иммуностимулирующей, противотревожной, стресс-защитной, адаптогенной, противогипоксической, противоишемической, анаболической, гепатозащитной, противоатеросклеротической, гиполипидемической и антиоксидантной.